# Willard (Ohio)
Pour les articles homonymes, voir Willard.
Willard est une ville américaine située dans le comté de Huron, dans l'Ohio. Selon le recensement de 2010, sa population est de 6 236 habitants.